# Organisation civile et militaire
Pour les articles homonymes, voir OCM.
L'Organisation civile et militaire (OCM) fut pendant la Seconde Guerre mondiale un grand mouvement de la Résistance intérieure française, opérant en zone occupée. Il constitua, aux côtés de sept autres mouvements, deux syndicats et six partis politiques, le Conseil national de la Résistance (CNR) en mai 1943.

## Historique
L'Organisation civile et militaire est fondée en décembre 1940 à Paris, par la fusion de l'Équipe française d'organisation du redressement (EFOR) de l’industriel Jacques Arthuys (le « groupe de la rue de Logenbach ») et la Confédération des travailleurs intellectuels animée par Maxime Blocq-Mascart.
Dès janvier 1941, des fonctionnaires du ministère des Travaux publics renforcent l'OCM, sous la direction d'André Boulloche et du couple Georges et Raymonde Ricroch. L'OCM recrute aussi dans la bourgeoisie, l’industrie, parmi les commerçants, les anciens combattants, les professions libérales (avocats, architectes), et les universitaires. Deux tendances politiques sont particulièrement représentées : les conservateurs, souvent maréchalistes mais germanophobes et hostiles à la Révolution nationale, d'une part, les socialistes d'autre part. La première tendance est majoritaire à l'origine, mais la deuxième l'emporte au cours de la guerre.
Fin 1941, l'OCM ne compte que quelques centaines de membres, mais atteint un effectif de 45 000 deux ans plus tard, selon Guillaume Piketty.
L'OCM était dotée d'une organisation militaire rigoureuse. Elle est décapitée le 22 décembre 1941 par l’arrestation de Jacques Arthuys.
Le nouveau chef de l'OCM est le colonel Alfred Touny, ancien responsable du 2e Bureau (renseignement) de la IVe armée. Pierre Brossolette met l'OCM en contact avec le colonel Rémy (Gilbert Renault), chef du réseau Confrérie Notre-Dame (CND), lié au BCRA du colonel Passy (André Dewavrin). Alfred Touny organise alors le réseau Centurie pour coordonner l’OCM et la CND. L'OCM est également liée au réseau Hector d'Alfred Heurteaux et à Libération-Nord.
La réorganisation d'Alfred Touny, l'aide de la CND, l'afflux de nouveaux militants, notamment socialistes (Guy Mollet ou encore Abel Poulain), font prendre à l'OCM une tout autre dimension en 1942-1943. Malgré les coups très durs que porte la Gestapo (retournement de Grandclément en septembre 1943, démantèlement de la CND en novembre, arrestation de Touny en février 1944), l'OCM se maintient, notamment grâce à Jacques Piette.

## Principaux membres
- Jacques Arthuys, chef du mouvement.
- Roger Souchère, chef d'état major[1].
- Jean Mayer, responsable du premier et du troisième bureau.
- Alfred Touny, responsable du deuxième bureau.
- Maxime Blocq-Mascart, affaires civiles.
- Jacques-Henri Simon.
- Jacques Rebeyrol, militant socialiste et chef du Service de renseignement Navarre[2].
- André Bataillard, « Commandant Martin », groupement OCM du département de l'OISE 1943. Chef du sous secteur sud FFI de l'Oise. [Sources : 1°) attestation FFI Département de l'Oise n°4754/I en date du 12 septembre 1945 à Beauvais signataire Le sous-lieutenant Rahet, ex-chef d'État-Major des FFI de l'Oise. 2°) L'Oise dans la résistance.].
- Pierre Pène, responsable OCM de l'Aisne et des Ardennes.
- Léon Bourdon, « Leblond », responsable OCM du département de la Somme à partir de juin 1944.
- Roland Farjon, chef de la région Nord.
- Moreau Girard, chef de la région Bretagne et Normandie.
- Philippe Lechevalier, «Benoît», sous-chef du groupe Pujol, au sein du groupe A220 «Action», à Gournay-en-Bray, Mort pour la France en 1945, chevalier de l’Ordre national de la Légion d’honneur.
- André Grandclément, chef de la région B (grand sud-ouest).
- Jacques-Yves Rollot, l'un des organisateurs de la région B (grand sud-ouest) dont il prend provisoirement la tête en remplacement de Grandclément[3].
- François d'Humières, chef du 4e Bureau de l'OCMJ (OCM Jeunes), Mort pour la France en 1945, Compagnon de la Libération.
- Georges Izard qui deviendra en 1945 le secrétaire général de l'OCM.
- Paul Janvier, responsable OCM de la Mayenne.
- Jacques Durrmeyer, responsable OCM de l'Orne.
- Robert Le Balle, professeur à la faculté de droit de Paris.
- Aimé Lepercq futur ministre des finances (cf. La longue traque, Gilles Perrault).
- Pierre Lefaucheux, chef des FFI de la Région Parisienne de mars 1944 à son arrestation début juin 1944, futur président-directeur général de Renault.
- Marie-Hélène Postel-Vinay (épouse de Pierre Lefaucheux), chef de la section féminine de l'OCM, future députée.
- Paule Chaumat, agent de liaison de l'OCM à Paris et dans le Nord de la France.
- Véra Obolensky.
- Marc O'Neill, chef de la région P (Île-de-France et Orléanais).
- Augustin Petin, « Breton », responsable OCM du département de la Somme, nommé responsable départemental FFI en juin 1944.
- Jacques Piette.
- Charles Tisseyre, responsable de l'OCM en Bourgogne, déporté et mort à Buchenwald.
- Charles Verny, chef de l'OCMJ (OCM jeunes), futur président du Comité d'action de la Résistance[4].
- Charles Remigereau, chef de réseau O.C.M de 1941 à 1944 pour l'Est et Sud-Est du Gâtinais.
- Guy Mollet membre dans la région d'Arras, futur maire de cette même ville, député, secrétaire général de la SFIO, et ministre d'État à plusieurs reprises.
- Abel Poulain responsable de l'OCM dans l'arrondissement de Montreuil, lieutenant des FFI, futur maire d'Hesdin, député et conseiller général.
- Valentine Ployart de La Madeleine, assure l'hébergement, la subsistance et le convoyage de 50 à 60 aviateurs.
- Robert Kaskoreff, chef départemental OCM pour le Calvados puis représentant de l'OCM à l'Assemblée consultative provisoire.
- Jean Lejeune (« colonel Bastien »), chef régional de l'OCM pour la région A (Nord de la France : Aisne, Nord, Pas-de-Calais, Somme, Seine-inférieure), compagnon de la Libération.
- Léonce Dussarrat (« Léon des Landes »), responsable de l’OCM pour les Landes
- René Pierre Jean Laborie, OCM-officier de liaison, officier de l’Ordre national de la Légion d’honneur, futur président-fondateur de la Mutuelle nationale de la presse, du livre et des industries connexes (MNPL)[5],[6].
- Jean Rousseau-Portalis, adjoint au chef national des PTT.